# Carlos Colodro
Carlos Alberto Colodro López (Sucre, Bolivia; 5 de noviembre de 1959 - Santa Cruz de la Sierra, Bolivia; 27 de mayo de 2023) fue un abogado y auditor financiero boliviano que se desempeñaba como interventor del Banco Fassil desde el 26 de abril de 2023 hasta su muerte ocurrida el 27 de mayo de 2023.

## Biografía
Carlos Colodro nació un 5 de noviembre de 1959 en la ciudad de Sucre, en la provincia de Oropeza del departamento de Chuquisaca. Estudio la carrera de derecho en la Universidad Privada de Santa Cruz de la Sierra (UPSA) de donde años después se graduó como abogado de profesión.
Durante su vida laboral, Colodro trabajó varios años en el Banco Central de Bolivia (BCB) en el cual llegó a ser el gerente general interino de dicho banco desde 2015 hasta 2018. Posteriormente se desempeñó como gerente general de operaciones de la Autoridad de Supervisión del Sistema Financiero de Bolivia (ASFI).

### Interventor del Banco Fassil
El 26 de abril de 2023 el director ejecutivo de la Autoridad de Supervisión del Sistema Financiero de Bolivia (ASFI) Reynaldo Yujra Segales decidió designar al abogado Carlos Colodro López en el cargo de interventor del Banco Fassil luego de que dicha entidad bancaria haya entrado en quiebra por los malos manejos de sus altos directores ejecutivos.
El 26 de mayo de 2023 (un mes después de la intervención del banco) sería la última vez que  Carlos Alberto Colodro aparecería públicamente ante los medios de comunicación del país en donde revelaba a toda la opinión pública de Bolivia que a partir del 29 de mayo de 2023 comenzaría con el pago de los sueldos pendientes de todos los trabajadores del Banco Fassil. Sin embargo, Colodro también aclaró que esto se haría de forma paulatina.

### Muerte
El 27 de mayo de 2023 la Policía Boliviana encontró el cadáver del abogado chuquisaqueño Carlos Alberto Colodro de 63 años de edad luego de que éste cayó desde el piso 15 del edificio «Ambassador Business Center» ubicado en el barrio de Equipetrol de la ciudad de Santa Cruz de la Sierra.
Existe dudas sobre la muerte de Colodro, la carta fue declarada falsa por familiares, probablemente fue asesinado por altos cargos del ex banco fassil. 